# Havel
Havel este un râu care își are izvorul în Mecklenburg-Vorpommern curge prin o serie de lacuri traversează Brandenburg, Berlin și se varsă la o diferență de altitudine 40,6 m și la o distanță aeriană de 69 km de izvor pe teritoriul Sachsen-Anhalt în Elba. Havel este cel mai lung afluent de dreapta al Elbei având un debit mediu de apă de 108 m3/secundă. După debitul de apă este pe locul trei ca afluent al Elbei după Moldau (Vltava)  (150 m³/s) și 
Saale (115 m³/s). Din lungimea totală de 325 de km a râului 285 de km curge pe teritoriul landului Brandenburg. Cea mai mare parte a lui fiind navigabilă fiind legat de un sistem de canale, nivelul apei fiind regularizat prin ecluze și lacurile de acumulare aflate pe cursul său, care mențin cota apei constantă chiar pe perioade de secetă. Mai mare pericol îl prezintă inundațiile provocate de creșterea nivelului apei din Elba. Cel mai important afluent al său este Spree care la vărsare aduce peste dublul debitului lui de apă inițal a lui Havel (38 m³/s în comparație cu 15 m³/s), depășindu-l și în lungimea cursului apei  (380 km). După aceste date s-ar putea considera Havel ca afluent al Spreeului, dar interpretarea istorică a rămas și azi valabilă. In anul 2004 iubitorii de natură din Germania au declarat râul Havel ca „râu al anului 2004”.

## Cursul apei
Râul este subdivizat în:
- Obere Havel (Cursul superior) se întinde de la izvor până la Berlin
- Mittlere Havel (Cursul milociu) de la Berlin până la lacul Plauer
- Untere Havel (Cursul inferior) de la lacul Plauer până la vărsare în Elba

## Afluenți și canale
- Kammerkanal
- Woblitz
- Vosskanal,
- Templiner Gewässer
- Langer Trödel și Finowkanal
- Oder-Havel-Kanal
- Ruppiner Kanal,

Gura de vărsare a Rhin-ului
- Oranienburger Kanal,
- Briese
- Havelkanal, de la Niederneuendorfer See (Havel) la Göttinsee (Havel)
- Niederneuendorfer Kanal, Strömung din Niederneuendorfer See (Havel) la Canalul principal
- Großer Havelländischer Hauptkanal,
- Tegeler Fließ
- Hohenzollernkanal respectiv Berlin-Spandauer Schiffahrtskanal, la Spree
- Spree
- Griebnitzkanal cu Prinz-Friedrich-Leopold-Kanal
- Sacrow-Paretzer Kanal, scurtătură de la Jungfernsee la Göttinsee
- Teltowkanal (prin Griebnitzsee și Glienicker Laake),  Pâraie Bäke

- Nuthe
- Wublitz
- Emster Kanal

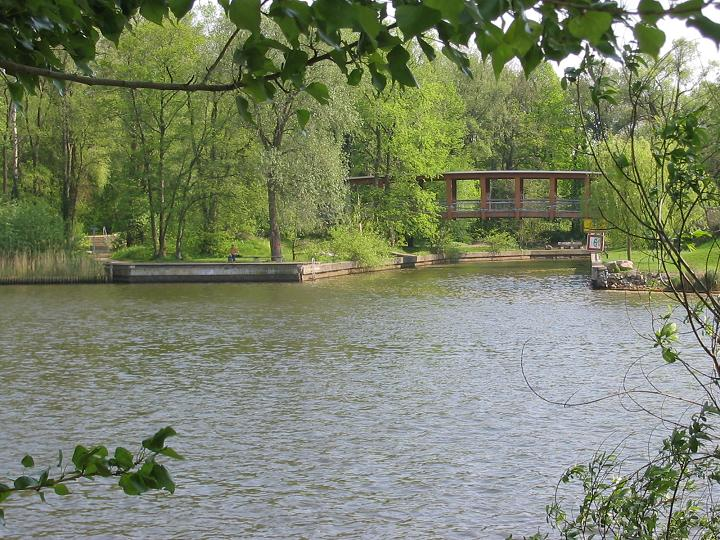
Gura de vărsare Nuthe, în Potsdam vizavi de insula Freundschaftsinsel

- Silokanal, Canal paralel in Brandenburg.
- Elbe-Havel-Kanal
- Plane și Temnitz
- Buckau
- Rhin (are la vest gura de vărsare)
- Dosse
- Neue Jäglitz
- Gnevsdorfer Vorfluter